# Kurrimine Beach
Kurrimine Beach – miasto w Australii, w stanie Queensland, nad Oceanem Spokojnym.